# Talavera petrensis
Talavera petrensis (là một loài nhện trong họ Salticidae.
Loài này thuộc chi Talavera, được Carl Ludwig Koch miêu tả năm 1837.